# Night Versions: The Essential Duran Duran
A Night Versions: The Essential Duran Duran az angol Duran Duran remix-válogatásalbuma. A karrierjük kezdete óta a dance remixeket az együttes "night versions" néven emlegette, tekintve, hogy szórakozóhelyeken (angolul: nightclub) való lejátszásra voltak készítve.
Sok kortárssal ellentétben a Duran Duran nem csak meghosszabbította a dal intróját vagy outróját, hanem sokszor felvettek hosszabb verziókat is a dalokhoz, kifejezetten a szórakozóhelyeknek.
A kollekción sokáig tartottak a munkálatok, majd a Capitol/EMI adta ki 1998 áprilisában, abban az időben, amikor felbontották a szerződést az együttessel. Az EMI azonnal elkezdett gyűjteni az együttes diszkográfiájából. Hét hónappal a Night Versions után kiadták a Greatest válogatásalbumot, majd négy hónappal később a Strange Behaviour remix-válogatásalbumot.

## Számlista
1. "Planet Earth (Night Version)" – 6:16
2. "Girls on Film (Night Version)" – 5:27
3. "My Own Way (Night Version)" – 6:34
4. "Hungry Like the Wolf (Night Version)" – 5:14
5. "Rio" (12" Dance Version) – 6:42
6. "New Religion (Night Version)" – 5:14
7. "Hold Back the Rain (Remix)" (Carnival version) – 7:00
8. "Is There Something I Should Know? (Monster Mix)" – 6:40
9. "Union of the Snake (Monkey Mix)" – 6:23
10. "The Reflex (Dance Mix)" – 6:34
11. "The Wild Boys (Wilder Than Wild Boys Extended Mix)" – 8:00
12. "New Moon on Monday (Extended Mix)" – 6:00